# Cricetomys kivuensis
Cricetomys kivuensis  là một loài động vật có vú trong họ Nesomyidae, bộ Gặm nhấm. Loài này được Lönnberg mô tả năm 1917.